# Périgueux
Périgueux (in occitano Perigüers) è un comune francese di 30 823 abitanti situato nel dipartimento della Dordogna nella regione Nuova Aquitania, capoluogo di dipartimento.
Il territorio comunale è attraversato dall'Isle, affluente della Dordogna.
Périgueux fa parte della Communauté d'Agglomération Périgourdine che riunisce 13 comuni del dipartimento (oltre a Périgueux, Antonne-et-Trigonant, Champcevinel, Chancelade, Château-l'Evêque, Coulounieix-Chamiers, Coursac, Escoire, La Chapelle-Gonaguet, Marsac-sur-l'Isle, Notre-Dame-de-Sanilhac, Razac-sur-l'Isle e Trélissac).
Vi ha sede la diocesi di Périgueux (Petrocoricensis), suffraganea dell'arcidiocesi di Bordeaux.
In città è inoltre presente una sezione distaccata dell'Université Montesquieu - Bordeaux IV.

## Storia
Tracce di epoca neolitica si sono rinvenute nella località di Ecorneboeuf, uno scosceso colle che domina la città a sud. Tra il 60 e il 35 a.C. di fronte alla collina era stanziato un accampamento del popolo gallico dei Petrucorii, citato da Giulio Cesare, chiamato de la Curade.
Dopo la conquista romana, una città venne fondata nella pianura, sulle rive del fiume Isle e prese il nome di Vesunna (in francese Vésone). La romanizzazione della popolazione gallica fu rapida e restano oggi tracce di un porto fluviale, templi, un anfiteatro e ricche abitazioni di I e II secolo. Nel III secolo i materiali provenienti dalla demolizione di edifici più antichi vennero riutilizzati per la costruzione di un muro difensivo. In questo periodo la città prende il nome della popolazione gallica del territorio, chiamandosi Petrocorri, da cui deriva il nome attuale.
Nel Medioevo si trova su uno dei sentieri di pellegrinaggio per il santuario di Santiago di Compostela.
Verso il IX secolo un insediamento separato si costituì intorno al monastero di Saint-Front (San Frontone): il vecchio centro (la Cité) divenne sede nel XII secolo del conte del Périgord e del vescovo, mentre il nuovo abitato, Puy-Saint-Front, anch'esso fortificato, era governato da un sindaco e da consoli eletti dai cittadini. Il vecchio centro perse sempre più importanza a favore della città borghese e mercantile. Nel 1270 con un trattato le due città si riunirono sotto l'amministrazione dei consoli.
Fu presa dagli Inglesi nel 1356 e ritornò alla Francia solo nel 1454.
La Guerra dei Cent'anni e ricorrenti epidemie di peste causarono una forte crisi economica, a cui seguì una fase di ripresa, di nuovo interrotta tra il 1560 e il 1660 dalle Guerre di religione. La città fu presa dai protestanti nel 1575 e la vecchia cattedrale fu saccheggiata: più tardi fu trasferita dalla Cité a Puy-Saint-Front. Successivamente la città subì gravi conseguenze dai sollevamenti dei Comuni (rivolta dei Croquants e Fronda) e ne iniziò il declino.
Durante la Rivoluzione francese la città, che contava solo un quarto degli abitanti dell'età medioevale, divenne capitale del dipartimento appena creato. Nel XIX secolo grazie a questo ruolo amministrativo si ebbe nuovamente uno sviluppo: si aprirono i grandi viali cittadini (boulevards) e furono distrutte le due fortificazioni dei vecchi centri. Fu costruito un canale che doveva rafforzare il ruolo commerciale del fiume Isle, ma la via fluviale venne presto soppiantata dalla ferrovia che portò all'impianto degli Atelier ferroviari.

### Simboli
Lo stemma comunale è in uso dal 1640.

## Monumenti e luoghi d'interesse

### La torre di Vésone

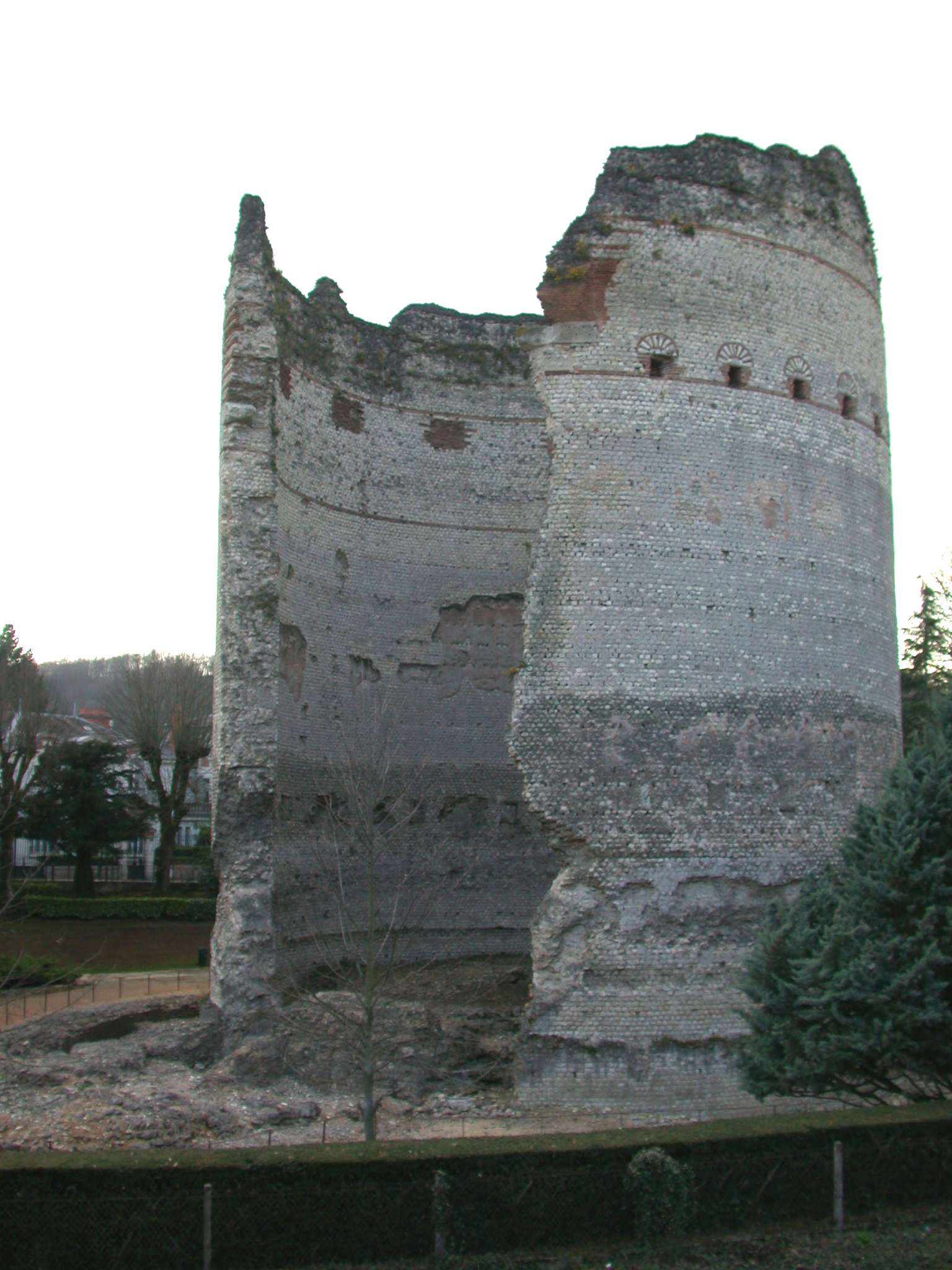
Antica Vésone, tempio gallo-romano, resti della cella a torre (2005).

Il sito della città gallo-romana di Vésone (Vesumna), conserva i resti di un tempio del I secolo d.C., di cui resta parte della cella a pianta circolare (diametro esterno di 19,60 m e conservata su un'altezza di 27 m), tipica dei templi gallo-romani di tradizione celtica, sebbene costruita quando le tribù locali si erano già romanizzate.
La cella era circondata in origine da un colonnato di 141 m per 122 m.
Secondo la leggenda la breccia che si apre nella muratura fu aperta con un colpo di bastone da san Frontone, il primo vescovo della città, per cacciarne il drago che vi si era rifugiato.

### Les Arenes
I resti dell'anfiteatro romano (II-III secolo d.C.), che poteva ospitare fino a 20 000 spettatori.

### La cattedrale di Saint-Etienne
Fu costruita agli inizi del XII secolo sul sito di un tempio dedicato al dio Marte, di stile romanico e coperta da due cupole. Nel 1575 i protestanti che avevano preso la città la danneggiarono gravemente, demolendo il campanile e le due campate anteriori (di cui resta traccia nell'attuale facciata) Fu restaurata nel XVII secolo, ma nel 1669 la sede vescovile fu trasferita presso la cattedrale di Saint-Front a Puy-Saint-Front.

### Il castello di Barrière
Le grandi famiglie aristocratiche della città avevano occupato parti delle mura del III secolo costruendovi dimore fortificate. Presso l'antica Porta Normanna si trovano gli unici resti rimasti di una di esse, costruita originariamente nel XII secolo. Ricostruita e abbellita come dimora signorile della famiglia di La Douse fu parzialmente distrutta dai protestanti nel 1575. Resta una torre decorata da una porta in stile gotico flamboyant e la facciata principale con finestre a croce.

### La cattedrale di Saint-Front

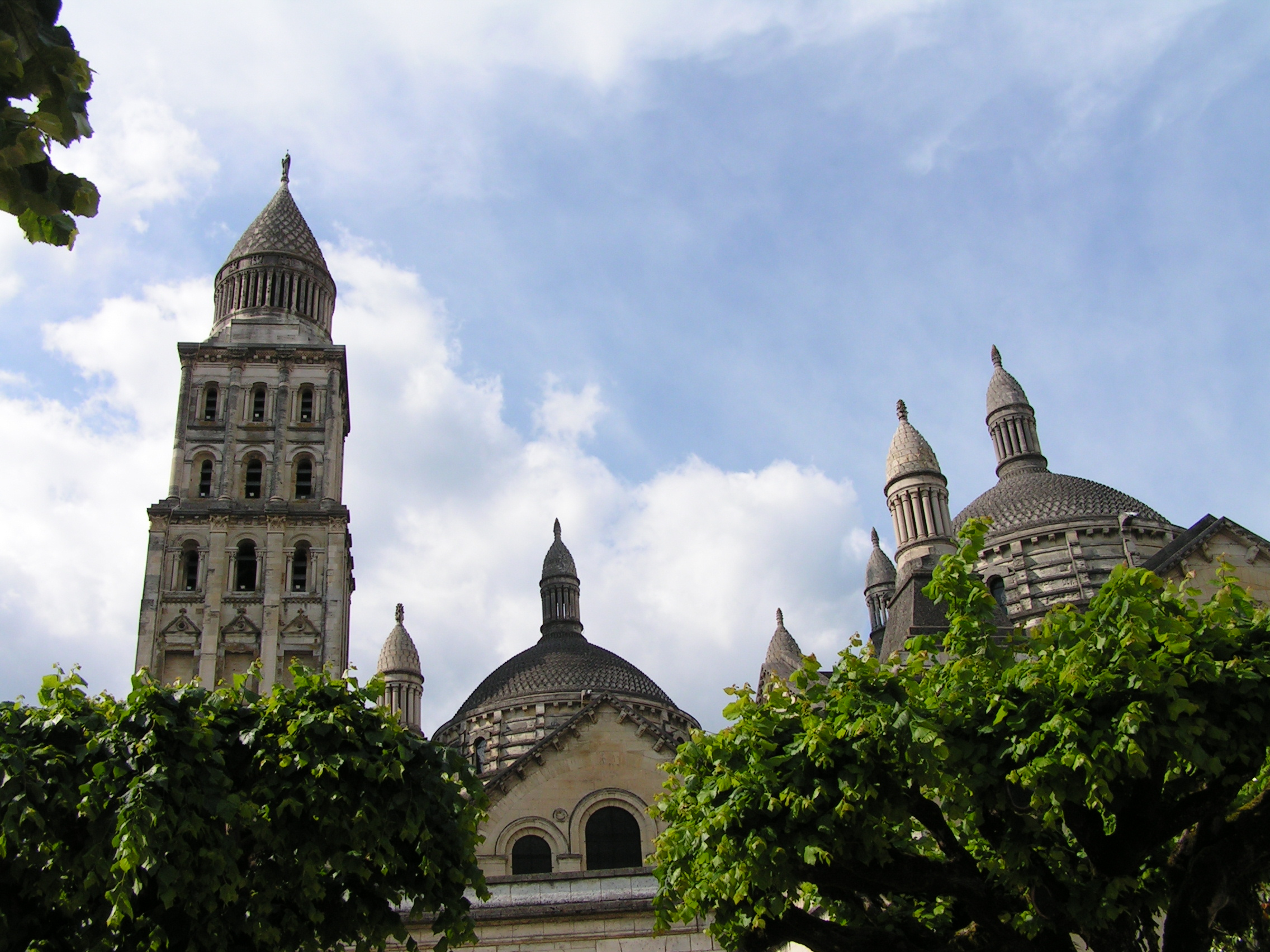
La cattedrale di St. Front

Nell'XI secolo al posto di una precedente cappella del VI secolo che sorgeva sul sito della tomba di san Frontone fu costruita una chiesa con pianta a croce latina che fu distrutta da un incendio nel 1120. Sui resti venne edificata una seconda grande chiesa, questa volta con pianta a croce greca, con cinque cupole, in stile romanico-bizantino; la chiesa, addossata al monastero, fu completata nel 1173. Fu danneggiata dall'occupazione protestante tra il 1575 e il 1581 e nel 1669 vi fu spostata la sede vescovile. Nel XVII secolo le cupole furono ricoperte da un tetto a causa delle infiltrazioni e fu integralmente restaurata e ampiamente rimaneggiata tra il 1852 e il 1902 dagli architetti Paul Abadie, Brugère e Émile Boeswillwald (1815–1896).

### La Casa dei Consoli
Il complesso architettonico, costruito nel XV secolo sulle rive del fiume, era proprietà delle grandi famiglie consolari. Le sue due parti segnano il passaggio dal gotico flamboyant della casa Cayla, allo stile rinascimentale italiano della casa Lambert.

### Palazzi dirue Limogeanne
Lungo questa strada e nelle sue adiacenze, tra la metà del XV secolo e la metà del XVI, sorsero magnifiche dimore signorili, che formano un quartiere tuttora ben preservato.

### Il Museo gallo-romano

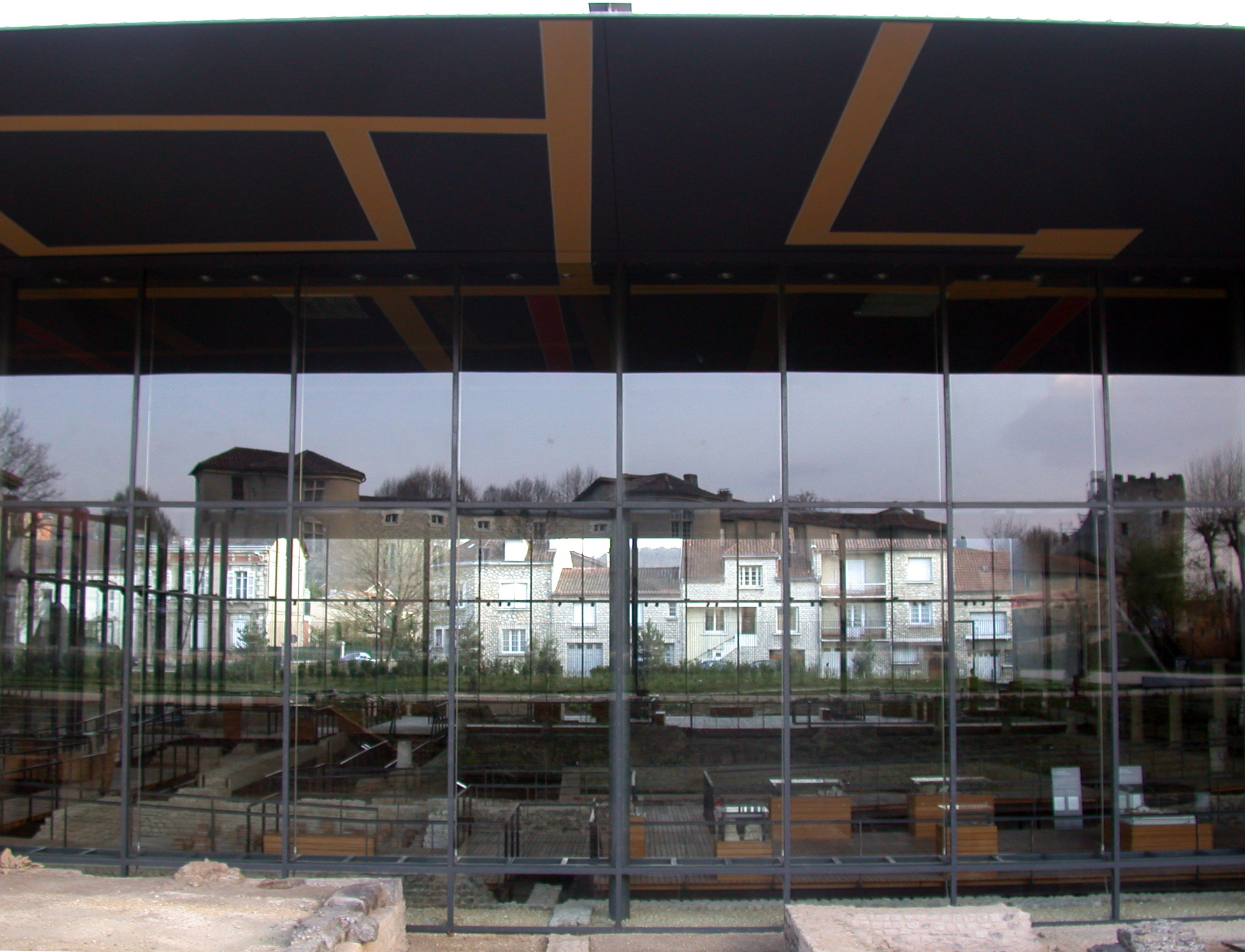
Museo archeologico, vista dall'esterno (2005).

Situato nel cuore del centro storico, si sviluppa intorno al sito archeologico della domus des Bouquetes, una vasta abitazione della prima metà del I secolo d.C. i cui resti vennero scoperti nel 1959 e che conserva muri in elevato per circa un metro di altezza e un notevole insieme di affreschi (un affresco con figure di gladiatori è stato ricomposto da minuti frammenti nel 1998). Una successiva fase di II secolo fu caratterizzata da un rialzamento del terreno e dalla costruzione di una ricca dimora con due peristili, terme private e di un giardino con vasche d'acqua.

Con la costruzione del museo (progetto dell'architetto Jean Nouvel), il sito è stato interamente coperto per un'area di circa 4000 m2. Verso ovest è stato costruito un edificio allungato che ospita le collezioni e permette di affacciarsi sui resti archeologici, i quali sono visitabili per mezzo di passerelle in legno e metallo. La casa Taillefer del XVIII secolo ospita gli uffici del museo.

### Il Museo del Périgord
Nacque nel 1895 dalla fusione del Museo dipartimentale archeologico (nato nel 1836 e ospitato nel convento di Saint-Front) e del Museo municipale di belle arti (creato nel 1857) in una nuova sede appositamente progettata dagli architetti Godefroy e Planckaert, al posto di un antico convento agostiniano trasformato in prigione (di cui resta oggi solo una cappella del XVII secolo). La nuova sede fu inaugurata nel 1903.
Dal cortile centrale si accede a due gallerie: quella orientale ospita le collezioni archeologiche preistorica (ossa incise del paleolitico superiore e resti scheletrici umani), gallo romana e medioevale (fibbie merovinge e resti architettonici romanici e rinascimentali), le collezioni etnografiche (oggetti africani e melanesiani) e le collezioni di minerali e fossili, mentre quella occidentale è dedicata alle belle arti con pitture dal XVI al XX secolo (tra cui dipinti di Canaletto e Pieter Huys) e oggetti di arte come ceramiche, smalti e oggetti liturgici. Gli spazi dell'edificio in origine occupati dalla biblioteca municipale sono dal 1990 sede di esposizioni temporanee.

### L'Eschif de Creyssac
È una piccola fortificazione risalente alla metà del XIV secolo, costruita in legno e poggiante su una base in pietra costituita da un segmento delle mura della città.

## Società

### Evoluzione demografica
Abitanti censiti

## Amministrazione

### Cantoni
Fino al 2014 il territorio comunale della città di Périgueux era suddiviso in tre cantoni:
- Cantone di Périgueux-Centre
- Cantone di Périgueux-Nord-Est
- Cantone di Périgueux-Ovest

A seguito della riforma approvata con decreto del 21 febbraio 2014, che ha avuto attuazione dopo le elezioni dipartimentali del 2015, il territorio comunale della città di Périgueux è stato suddiviso in due cantoni:
- Cantone di Périgueux-1: comprende parte della città di Périgueux
- Cantone di Périgueux-2: comprende parte della città di Périgueux

nessun altro comune è incluso nei due cantoni.

### Gemellaggi
- Amberg, dal 1965

## Infrastrutture e trasporti
- Aeroporto di Périgueux-Bassillac, inaugurato nel 1937 e di proprietà della Camera di Commercio e di Industria di Périgueux, con voli quotidiani da e verso Parigi della compagnia aerea Twin Jet
- Autostrada A89 per Bordeaux.
- Stazione di Périgueux

## Gastronomia
La città è famosa per i suoi paté e per i tartufi.
- Salsa bruna ai tartufi, detta anche salsa Périgueux